# كتلة لارسن الجليدية

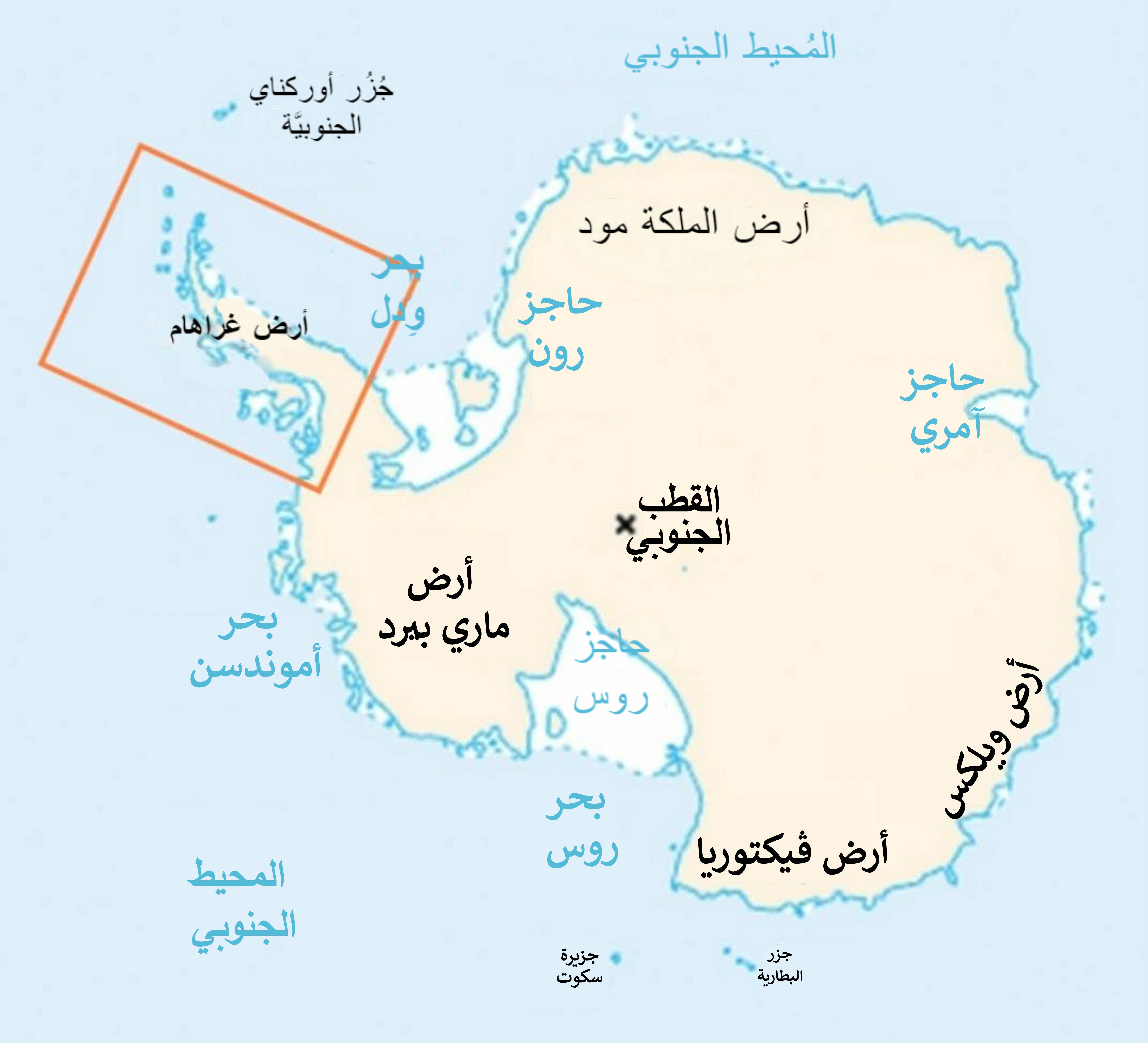
موقع شبه جزيرة أنتاركتيك في القارة القطبية الجنوبية

 كتلة لارسن الجليدية  هي عبارة عن ساحل جليدي في القطب الجنوبي، سميت بذلك نسبة إلى البحار النرويجي كارل أنطون لارسن.
جزء كبير من الكتلة انفصل عنها يوم 12 يوليو من عام 2017.

## معرض صور

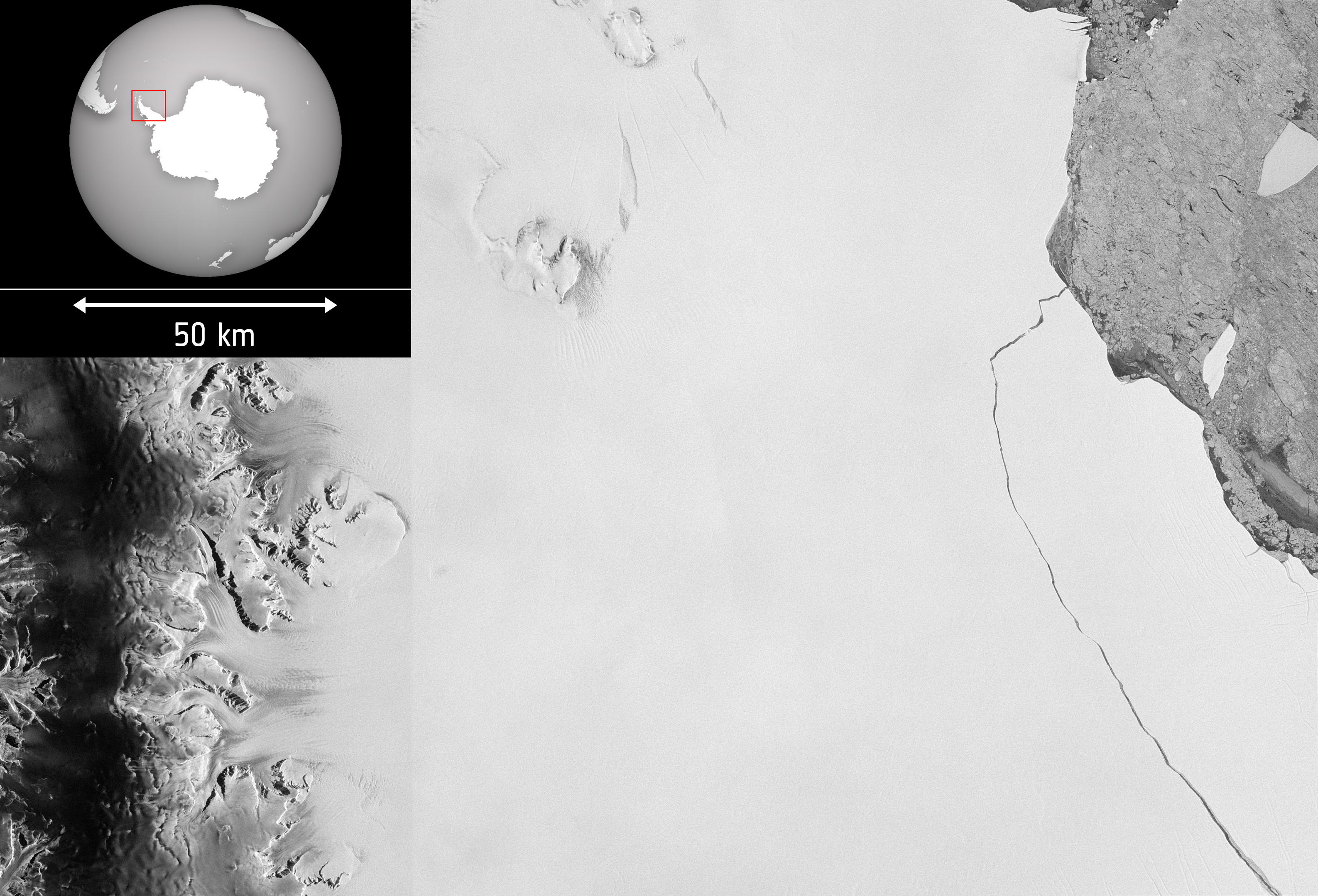
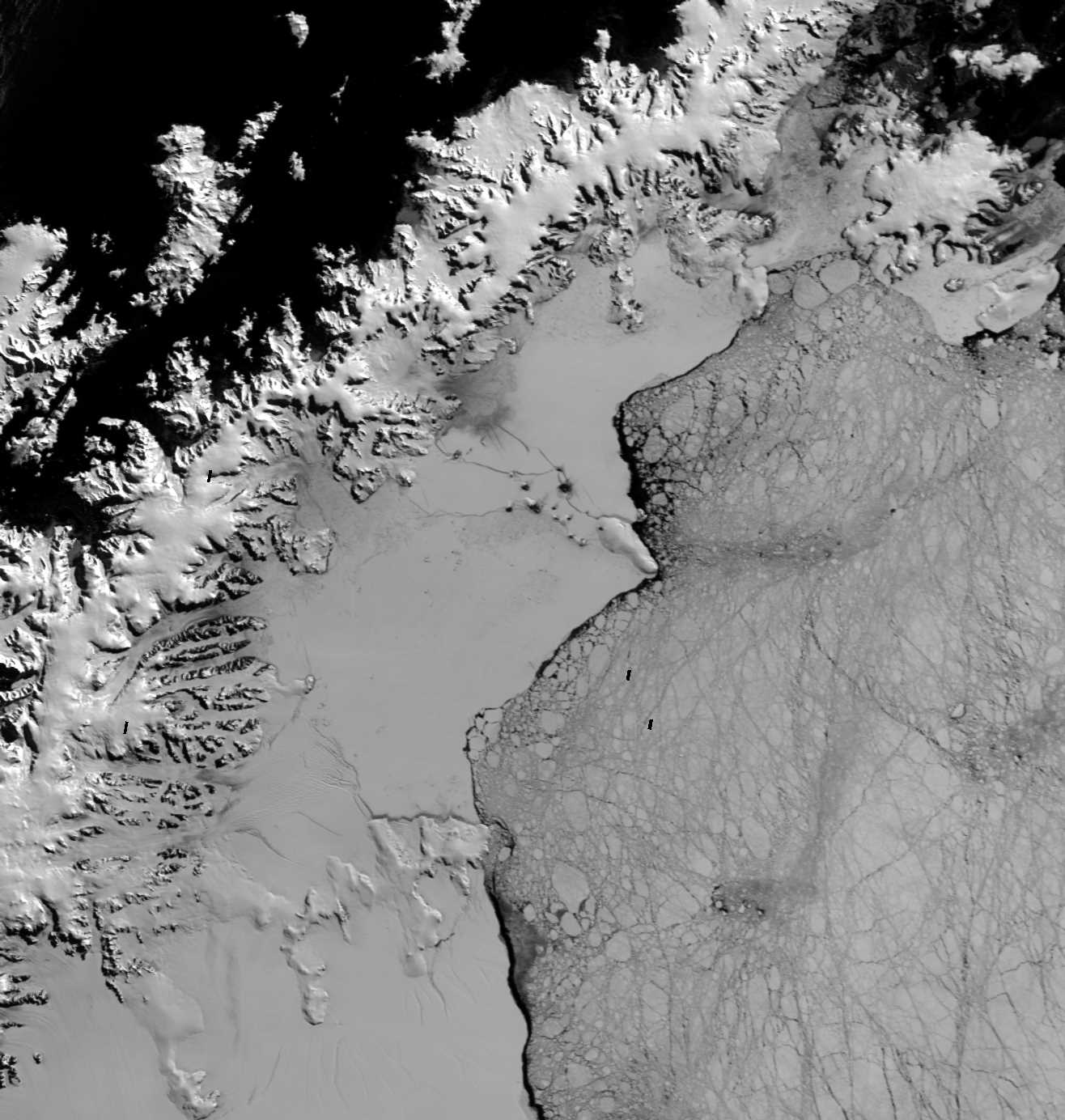
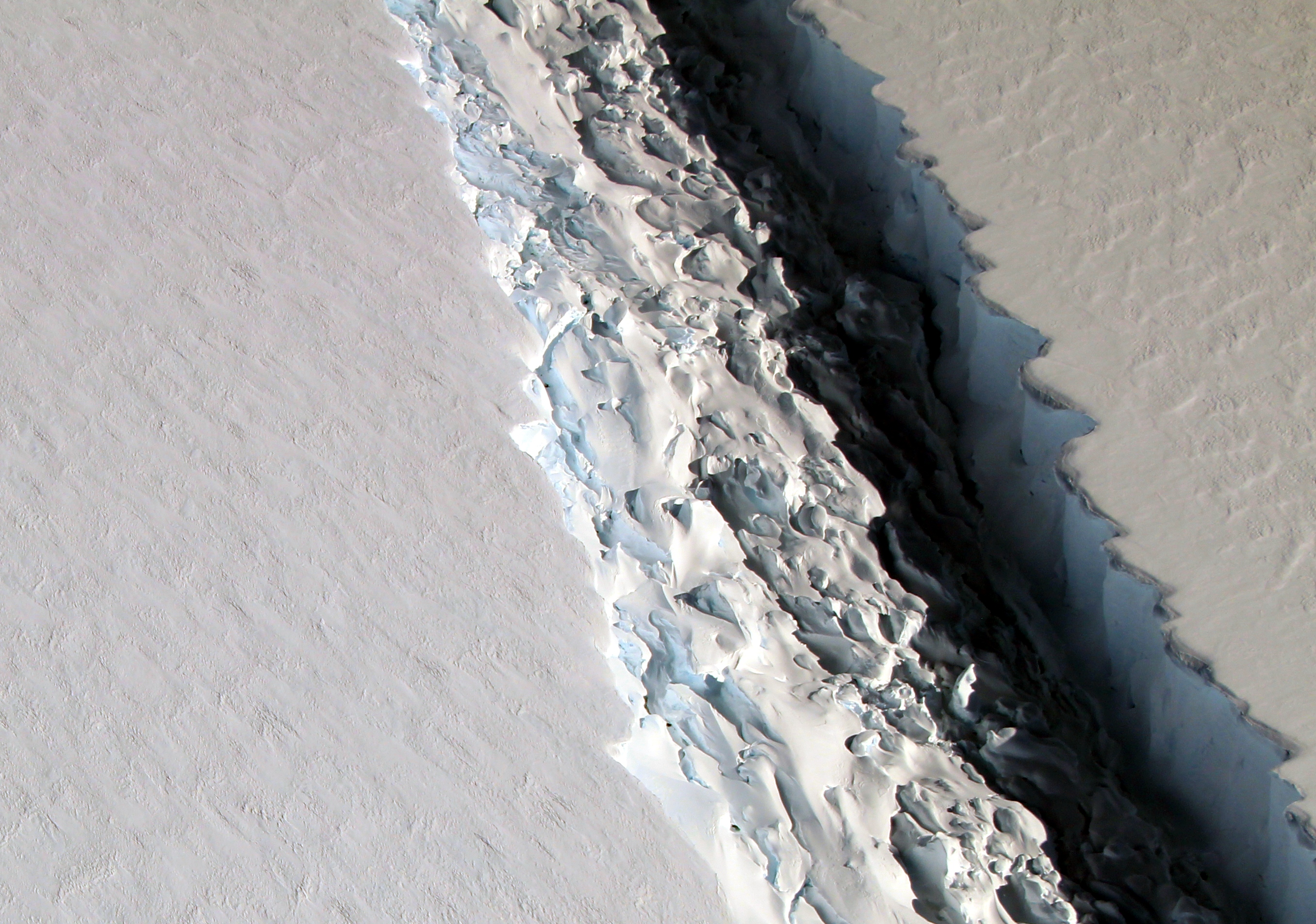
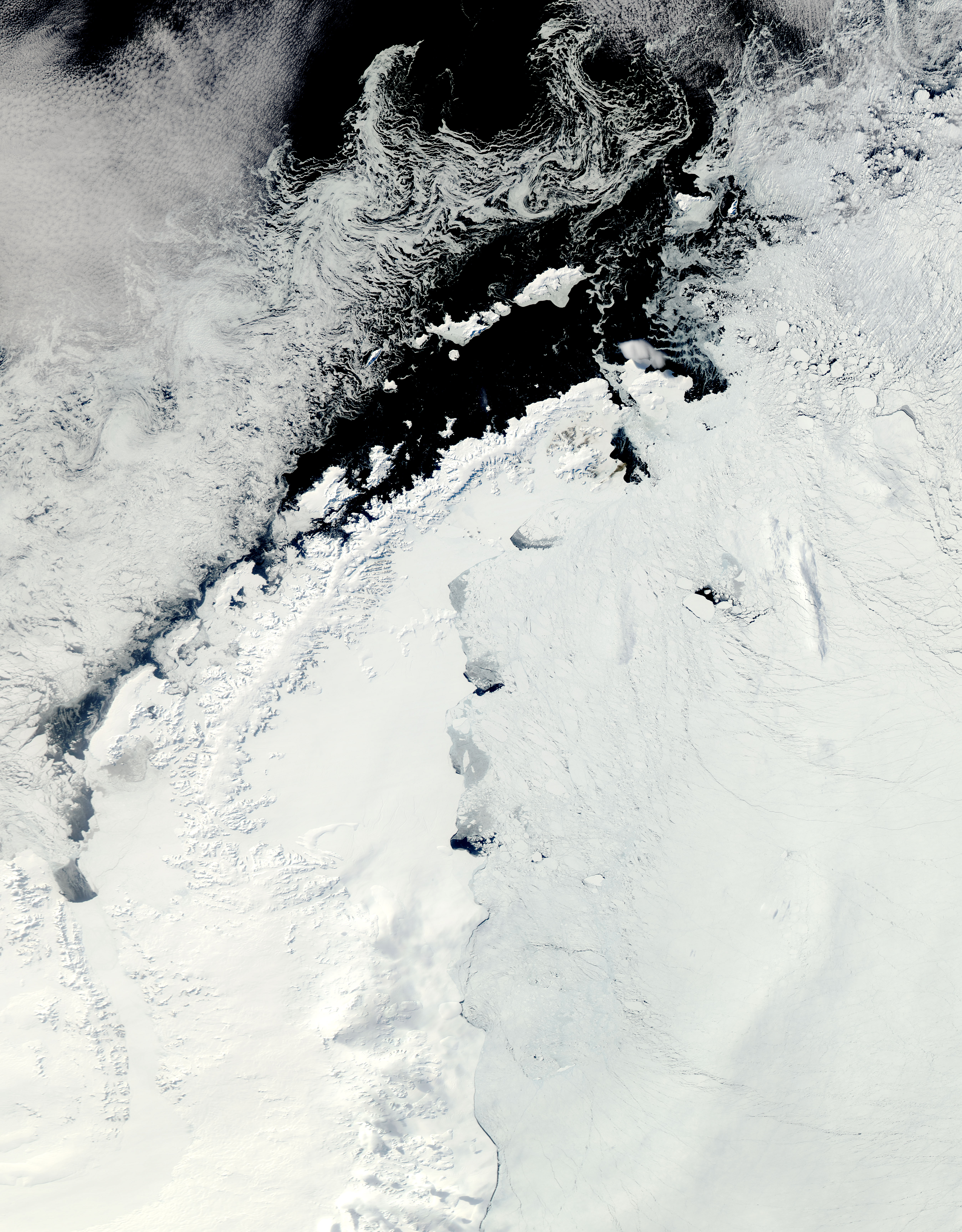
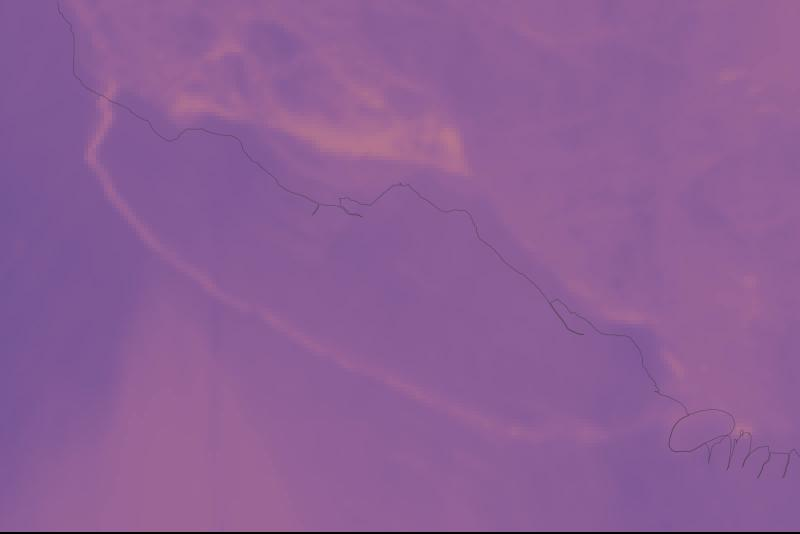

## وصلات خارجية
- "Break up of the Larsen Ice Shelf, Antarctica", NASA Earth Observatory.
- Coastal-change and Glaciological Map of the Larsen Ice Shelf Area, Antarctica, 1940-2005  الماسح الجيولوجي الأمريكي
- Antarctic ice rift close to calving, after growing 17km in 6 days (Swansea University, Project Midas - June 2017)